# Infiltration homogène pour piano à queue
Infiltration homogène pour piano à queue (en allemand : Infiltration homogen für Konzertflügel) est une œuvre d'art contemporain réalisée par Joseph Beuys en 1966 consistant en un piano Bechstein recouvert d'une housse de feutre gris marquée sur chaque flanc d'une croix rouge. La housse a été changée par l'artiste en 1984 et est devenue une œuvre à part entière intitulée La Peau (en allemand : Die Haut). Ces deux œuvres sont aujourd'hui considérées par le centre Georges-Pompidou comme une seule et même œuvre et sont toujours exposées ensemble sous le titre allemand d'Infiltration homogen für Konzertflügel.

## Histoire de l’œuvre
L’œuvre a été réalisée le 7 juillet 1966 dans les cadres des performances à l'académie des beaux-arts de Düsseldorf  dont celle intitulée Infiltration homogène pour piano à queue, le plus grand compositeur est l'enfant thalidomide (Infiltration homogen for grand piano the greatest contemporary composer is the contergan child) : Pendant un concert de Nam June Paik et Charlotte Moorman, Joseph Beuys arrive en poussant un piano à queue recouvert de feutre sur lequel est cousu une croix rouge faite dans une de ses anciennes taies d'oreiller et coud dessus une deuxième croix rouge. Le titre fait allusion au scandale du Thalidomide, un médicament fabriqué par la firme allemande Grünenthal prescrit aux femmes enceintes contre les nausées dans les années 1950 qui causait des malformations aux fœtus et a été retiré du marché en Allemagne en 1961. L'artiste, lors de sa performance, renonce à l'art classique et au solipsisme (il emballe le piano), signale un danger (coud la croix) précise lequel (l'inscription au tableau) et montre la voie pour en sortir ("la chaleur, le son, la plasticité ").
En 1970, la housse de feutre qui entourait le piano rejoint la collection de Karl Ströher sous le nom de Filzhaut von Infiltration homogen für Konzertflügel ; elle fait aujourd'hui partie du Block Beuys du Hessisches Landesmuseum de Darmstadt.
Infiltration est achetée en 1976 à la galerie Rudolf Zwirner par le MNAM dirigé par Pontus Hulten dans le cadre de sa politique d'acquisition juste avant l'ouverture du centre Georges-Pompidou. Les croix rouges, qui s'étaient décollées et avaient été refixées au scotch double face, sont alors recousues et le feutre est nettoyé des traces de scotch. Le jour de l'inauguration, le 31 janvier 1977, les deux œuvres de Beuys, Infiltration et Elastischer Fuss, plastischer Fuss  font partie avec Jardin d'hiver de Dubuffet des plus volumineuses et des plus en vue. Les attaques des critiques d'art conservateurs se concentrent sur elles. Le jour-même, des gens veulent pianoter sur les touches et rapidement, le feutre se dégrade aux arêtes et au niveau des touches.
Beuys refuse qu'on protège son œuvre. Elle ne sera restaurée avec son accord qu'en 1980 par Jacques Hourrière lors d'un prêt au MOMA.
En 1981, à des fins de conservation et de mise en valeur est construit au troisième étage du musée un "cube blanc", une salle rectangulaire spécialement conçue pour Infiltration. L'un des murs est percé d'une large ouverture dans laquelle est installée une barrière de verre d'un mètre de haut environ. Après le départ de Pontus Hulten en 1981, cette salle est détruite, le feutre de nouveau endommagé et Beuys s'oppose toujours à sa restauration.
En 1984, est envisagée une nouvelle présentation. Bernard Blistène essaie de faire acquérir le Fonds VII/2 par le centre Pompidou. Pendant que Infiltration est prêté à Munich pour l'expo Aufbrüche, Manifeste, Manifestationen, Positionen in der bildenden Kunst zu Beginn der 60er Jahre in Berlin, Düsseldorf und München à la Kunsthalle de Düsseldorf (12 octobre-25 novembre 1984) Dominique Bozo et Bernard Blistène sont reçus par Beuys. Revêtu de son imposant manteau de fourrure de loup et "dans une atmosphère tendue", il obtient que le feutre détaché du piano soit suspendu à un crochet comme une relique sous le titre français de La peau (La Mue (die Häutung) a été envisagé un temps) et qu'une nouvelle housse de feutre soit réalisée par un tailleur grec, ces deux pièces devant être exposées conjointement avec le Fonds VII/2. Un petit croquis portant la date du jour consécutif au solstice d'hiver indique comment les pièces doivent être installées. Les deux œuvres sont achetées en 1985 et une nouvelle salle entièrement consacrée à Beuys est aménagée. Elle est située au quatrième étage, côté Nord, juste après la terrasse, et est la première de la partie d'un parcours chronologique consacré à l'art d'après-guerre. Beuys vient les installer lui-même et coud sur place l'enveloppe de feutre en décembre 1985. En 1986, Neue Wäsche Jungfrau, une sculpture de bois, est achetée à Beuys qui indique là aussi où l'installer. 
Après une tentative d'achat de Palazzo Regale, finalement abandonnée faute d'un accord sur le prix, en 1989, c'est Plight, qui entre dans les collections du Mnam. Conçu pour la Anthony d'Offay Gallery [Où ?], il est reconstitué à l'identique en 1990 au troisième étage.

## Œuvres en rapport
- Le Piano de terre (en allemand : Das Erdklavier)(non réalisé)est une préfiguration de cette œuvre. Prévue pour le festival Fluxus de Wiesbaden en septembre 1962.
- Sibirische Symphonie 1. Satz, 1963.
- Pianoaktion, 1963 : destruction de l'instrument.
- Komposition für zwei Musikanten : l'instrument est remplacé par un jouet.
- Infiltration pour violoncelle : œuvre fabriquée par Beuys pour Charlotte Moorman qui l'utilise dans ses concerts.
- Celtic : piano silencieux
- Coyote III : piano silencieux
- Revolutionary Piano, 1969 : vitrine contenant un piano, des roses brown paint, papier.
- Plight

## Contexte biographique
Joseph Beuys a raconté avoir été sauvé, après son accident d'avion en Crimée en 1943 -- il était engagé comme tireur et radio pour l'armée allemande et son Stuka s'est écrasé parce que le pilote n'avait pas vu le sol à cause de la neige -- par des nomades tatars qui l’auraient soigné en l'enduisant de graisse et en l'enveloppant dans une couverture de feutre, ce qui expliquerait la prévalence de ces deux matériaux dans son œuvre ultérieure. Selon l'artiste Jörg Herold, il a été retrouvé par un commando allemand et soigné dans un hôpital militaire.    

## Interprétations
L’œuvre renvoie à son traumatisme lors de son accident d'avion. Comme Beuys, enveloppé dans sa couverture sur son lit, le piano enveloppé dans du feutre, un isolant thermique et sonore, est devenu inutile. Les croix rouges évoquent l'hôpital militaire.
Beuys qualifie le piano de « dépôt de son homogène »: Potentiellement le piano pourrait faire du son, mais le feutre filtre son potentiel sonore. C'est la première fois qu'il utilise un piano muet. Il s'agit d'éprouver le "non-son comme un son." Chez lui, les croix sont souvent rouge brun ici elles sont rouge vif :
L’artiste veut sensibiliser le public au scandale du Thalidomide. Les croix rouges peuvent renvoyer, à travers la croix verte de la pharmacie, au lobby pharmaceutique, ou, si l'on pense au mouvement de la Croix-Rouge, aux hôpitaux, et le rouge peut plus précisément signifier l'urgence, le danger, le mal. Le message est clair : l'enfant est sacrifié à la recherche du profit immédiat. Le piano muet symboliserait alors l'enfant dont le potentiel reste inexploité. L'enveloppe de feutre rappelle l'utérus; les pattes éléphantesques et les formes animales que peut revêtir La Peau évoqueraient les malformations dues au médicament. Les croix expriment la douleur de l'artiste à être inutile (silence du piano) face à la souffrance. Beuys veut alerter sur le danger de « se taire » (Beuys) et de « rater le prochain pas de l'évolution ».
Selon Beuys, l'activité culturelle valorisée à son époque, l'exécution parfaite d’œuvres du répertoire, (symbolisée par le piano laqué de concert) est incapable d'avoir une action positive sur la société. Il souhaite qu'à l'avenir la culture ait plus de liens avec le réel. Les mots inscrits sur le tableau : "la chaleur, le son, la plasticité" sont les trois voies pour Beuys de sortir de la souffrance ou peut-être de l'empêcher". Il recourt à ses matériaux favoris, donne au piano une apparence organique, animale, opposée à l'apparence habituelle du piano à queue laqué de noir. Pour Beuys lui-même, il y a une « peau » et une « âme » à l'intérieur (musique?) : Beuys désire amener le spectateur à s’interroger sur son propre potentiel sonore, à écouter son « silence » : le danger nous menace lorsque nous restons silencieux". Il considère la fonction de l’art comme cathartique, voire thérapeutique, l’idée de mort et de résurrection surgissant ici de La Peau.